# Grant Schubert
Grant Schubert (Loxton, 1º agosto 1980) è un hockeista su prato australiano.
Ha vinto due medaglie olimpiche con la sua nazionale di hockey su prato, una medaglia d'oro alle Olimpiadi 2004 svoltesi ad Atene e una medaglia di bronzo alle Olimpiadi di Pechino 2008.
Inoltre ha vinto tre medaglie d'oro (2005, 2008 e 2009) e due d'argento (2003 e 2007) agli Hockey Champions Trophy, un campionato mondiale (2010) e un trofeo ai giochi del Commonwealth (2006).